# Ringo 2012
Ringo 2012 je šestnácté sólové studiové album Ringo Starra. Album vyšlo 30. ledna 2012 u Hip-O Records / UMe.

## Oznámený seznam skladeb
1. „Anthem“ (Richard Starkey, Glen Ballard) – 5:01
2. „Wings“ (Starkey, Vince Poncia) – 3:31
3. „Think It Over“ (Buddy Holly, Norman Petty) – 1:48
4. „Samba“ (Starkey, Van Dyke Parks) – 2:48
5. „Rock Island Line“ (arr. Starkey) – 2:59
6. „Step Lightly“ (Starkey) – 2:44
7. „Wonderful“ (Starkey, Gary Nicholson) – 3:47
8. „In Liverpool“ (Starkey, Dave Stewart) – 3:19
9. „Slow Down“ (Starkey, Joe Walsh) – 2:57

## Diskografie
- Ringo Starr – bicí, perkuse, klávesy, zpěv, doprovodný zpěv
- Joe Walsh – kytara
- Benmont Tench – varhany
- Dave Stewart – klávesy, kytara
- Van Dyke Parks – klávesy, akordeon
- Amy Keys – doprovodný zpěv
- Kelly Moneymaker – doprovodný zpěv
- Don Was – baskytara
- Edgar Winter – varhany, saxofon
- Ann Marie Calhoun – housle
- Kenny Wayne Shepherd – kytara
- Bruce Sugar – piáno
- Steve Dudas – kytara
- Matt Cartsonis – mandolína
- Charlie Haden – baskytara
- Richard Page – baskytara, doprovodný zpěv
- Michael Bradford – baskytara